# Emblema dell'Unione Sovietica
L'emblema nazionale dell'Unione Sovietica (in russo Государственный герб СССР?, Gosudarstvennyj gerb SSSR) venne adottato nel 1923 e fu utilizzato come emblema ufficiale della nazione sino alla sua dissoluzione nel 1991.

## Simbologia

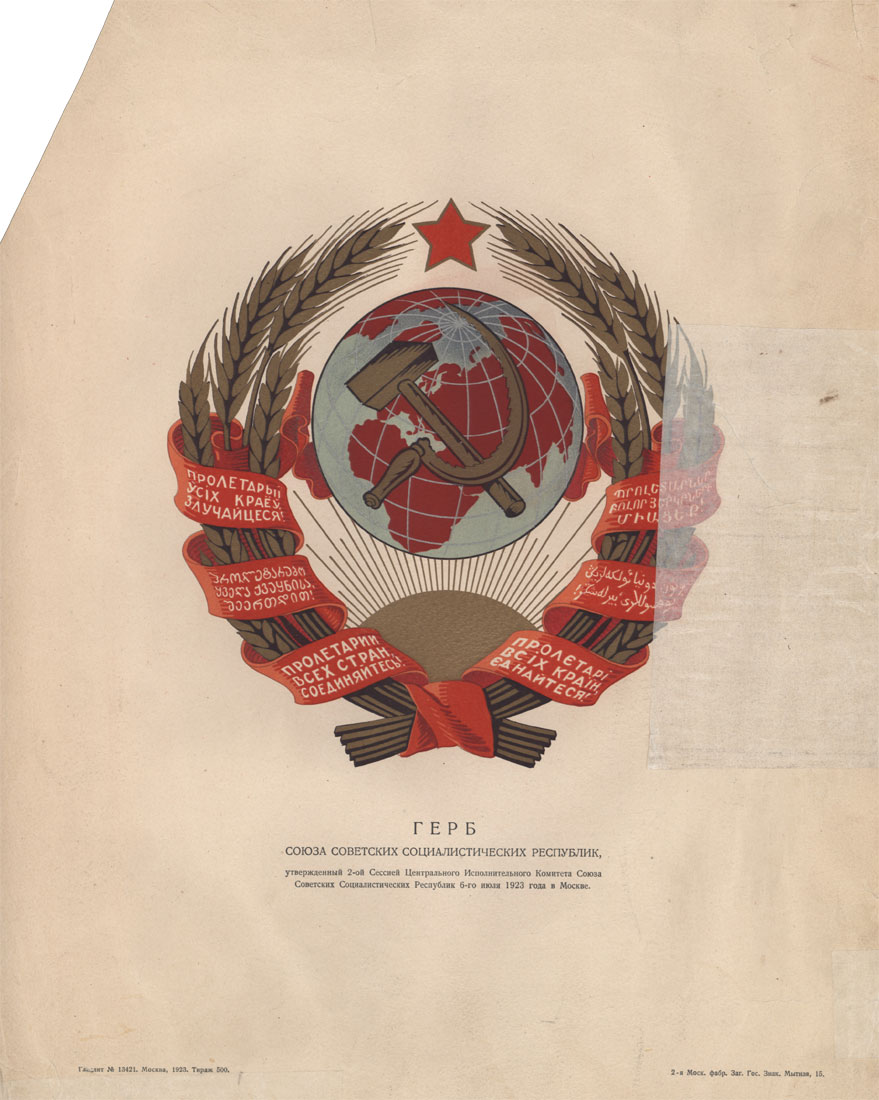
La prima versione dell'emblema dell'URSS, approvata nel 1923

L'emblema si compone di diversi elementi distintivi dell'araldica socialista: al centro campeggiano una falce e martello dorati, tradizionale simbolo comunista dell'unità nella lotta delle classi lavoratrici contadina ed operaia, posti sopra il globo terrestre (raffigurante il continente Eurasiano e l'Africa), a indicare l'orizzonte mondiale della rivoluzione bolscevica e l'apertura dell'Unione a tutti gli stati del mondo. Sotto il globo, il sole nascente, simbolo di speranza nell'avvenire e di fiducia nel futuro della rivoluzione, di ispirazione socialista.
Ai lati, delle spighe di grano simboleggiano il benessere e la prosperità dello stato; sono contornate da fasce di colore rosso, storicamente associato al comunismo, sopra le quali è riportato il motto ufficiale dell'Unione ("Proletari di tutti i paesi, unitevi!"), ripreso dal Manifesto del Partito Comunista di Marx e Engels del 1848. La frase è trascritta nelle lingue ufficiali di tutte repubbliche sovietiche (quindici nella versione del 1956).
Sulla sommità dell'emblema compare una stella rossa a cinque punte, bordata d'oro. Altro tradizionale simbolo sovietico, a seconda delle versioni rappresenterebbe la guida del Partito Comunista sulle classi proletarie, l'internazionalismo della rivoluzione (le cinque punte sarebbero un simbolo dei cinque continenti) o l'unione delle cinque classi sociali dell'Unione Sovietica.
Dal punto di vista araldico, si tratta piuttosto di un emblema nazionale anziché di uno stemma, dal momento che non possiede uno scudo. Ciononostante, in russo è sempre stato chiamato "герб", la parola usata per un tradizionale stemma.

## Storia

### Progetto e prima versione (1923-1931)

Il logo della Terza Internazionale, un’organizzazione internazionale interamente finanziata dalla leadership dell’URSS per promuvere il comunismo in tutti i paesi del mondo, secondo lo slogan marxista “Proletari di tutti i paesi, unitevi!” »

Fin dal 1918 Lenin aveva portato all'attenzione del Consiglio dei commissari del popolo la necessità di un simbolo per il nuovo stato sovietico. Il primo prototipo dell'emblema (uno scudo con una spada sopra ad una falce ed un martello) venne tuttavia rifiutato dallo stesso Lenin, contrario all'inserimento di un simbolo senza tradizione nella storia russa come la spada nello stemma.
Nell'autunno del 1922 venne stabilita presso l'azienda di stato Goznak una prima commissione ufficiale dedicata alla creazione dei simboli dello stato sovietico, da riprodurre nei documenti ufficiali, sulle banconote e sui francobolli. Il 10 gennaio 1923, il Presidium del Comitato esecutivo centrale dell'Unione Sovietica istituì una commissione specifica per lo sviluppo della bandiera e dell'emblema di stato. Per quest'ultimo, venne deciso che dovesse includere come elementi obbligatori il sole, la una falce e il martello e il motto “Proletari di tutti i Paesi, unitevi!”.
Nel febbraio 1923 iniziarono ad essere raccolte le prime idee ed i primi bozzetti. La commissione fissò come linee guida per il disegno del nuovo simbolo la raffigurazione delll'unità degli operai e dei contadini e della natura internazionale dello Stato nello stemma. Quasi tutti i disegni presentati rifiutavano l'impostazione tradizionale dell'araldica europea e dei suoi simboli, considerati troppo legati al passato feudale. Nonostante le diverse proposte ricevute, la commissione rifiutò tutte le proposte inizialmente presentate dagli artisti del Goznak, e si orientò sull'idea di Vasily Korzun, che prevedeva il simbolo della falce e martello posizionato su un globo terrestre (idea del cartografo Vladimir Adrianov). Il disegno venne rielaborato dall'artista del Goznak Ivan Dubasov, che ebbe l'idea di posizionare il motto dello stato sulle fasce di spighe ai lati del simbolo centrale.
Il 6 luglio 1923 il Comitato esecutivo centrale approvò ufficialmente il nuovo emblema. La sua descrizione fu quindi inserita nella Costituzione sovietica del 1924 e prevedeva, in questa prima versione, la trascrizione del motto ufficiale dell'URSS su sei nastri rossi posti sulle spighe di grano, riportato in russo, ucraino, bielorusso, armeno, georgiano e turco-tartaro (trascritto in alfabeto arabo). Fu solo dopo la formazione della SSR uzbeka e turkmena nel 1924 che il numero di nastri venne a coincidere casualmente con il numero delle repubbliche costituenti l'Unione, ma non vi era nessuna corrispondenza diretta tra questi due elementi (le lingue uzbeka e turkmena infatti non furono incluse nella versione iniziale).

### Versioni successive (1931-1991)
Il disegno fu aggiornato una prima volta nel 1931, con l'aggiunta della lingua tagica (trascritta in alfabeto persiano) dopo che la Repubblica Socialista Sovietica Tagika fu istituita come membro dell'Unione nel 1929. Il motto in russo venne così spostato alla base dell'emblema. Nello stesso periodo, a seguito di alcune riforme linguistiche, la lingua azera iniziò ad essere trascritta in alfabeto latino; la RSS uzbeka e la RSS turkmena erano già state istituite come repubbliche dell'Unione, ma erano entrambe rappresentate dallo stesso motto in lingua turco-tatara.
Con la nuova Costituzione del 1936 venne fissato il principio per cui ad ogni repubblica costituente dell'Unione Sovietica sarebbe dovuto corrispondere un nastro specifico sull'emblema nazionale, con riportato il motto marxiano nella lingua ufficiale di quella repubblica. Il totale dei nastri venne quindi aumentato ad 11, con l'aggiunta delle lingue kazaka, kirghiza, turkmena e uzbeka.

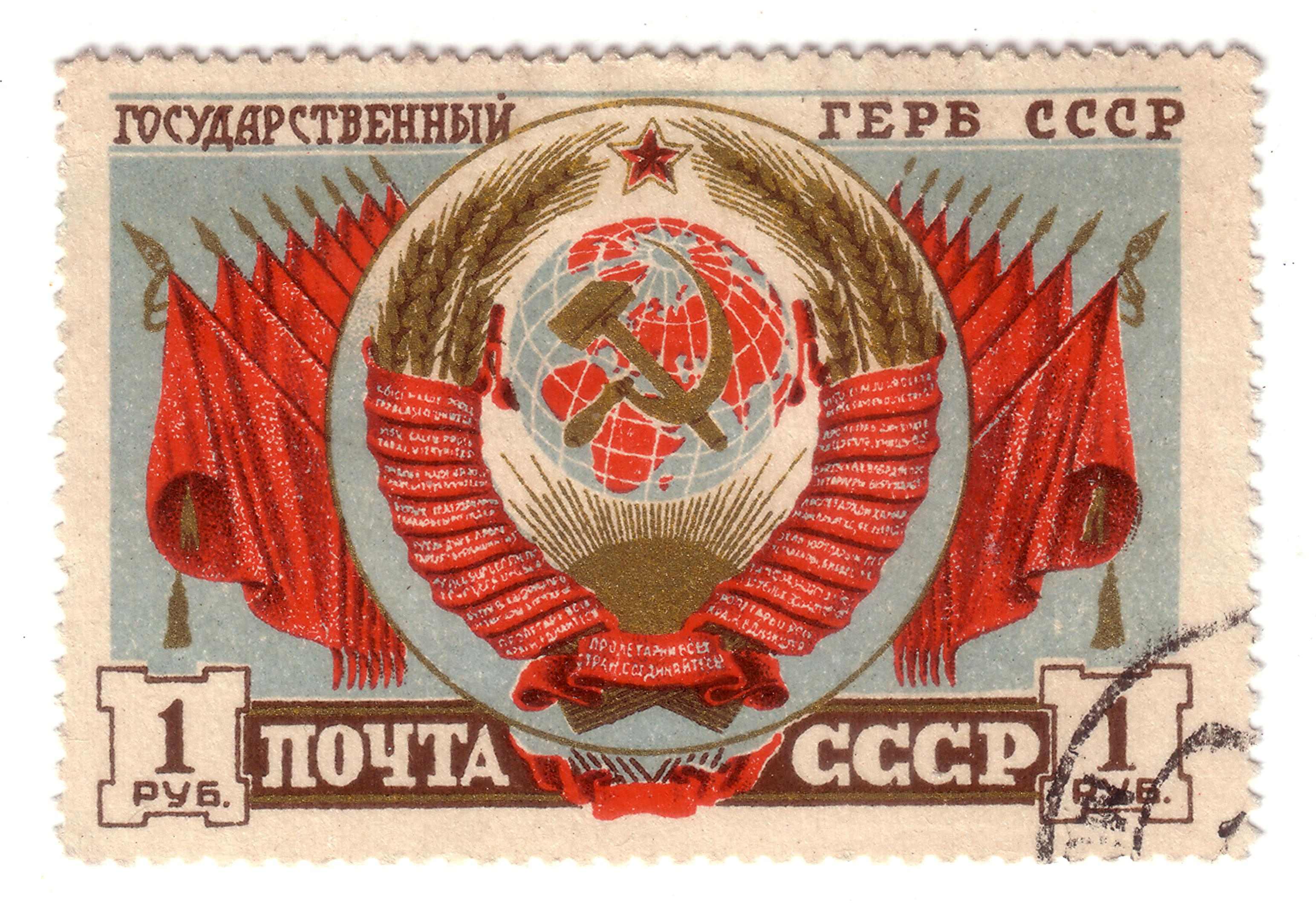
L'emblema sovietico su un francobllo del 1947. Si notano i 16 nastri rossi (8 sul lato sinistro, 7 sul lato destro)

All'inizio degli anni '40 l'URSS occupo le repubbliche baltiche dell'Estonia, della Lettonia e della Lituania, che vennero incorporate con lo status di Repubbliche costitutive dell'Unione. Questo richiese una nuova revisione dell'emblema nazionale, che fu sancita solo nel 1946, terminata la Seconda guerra mondiale. Un decreto del Presidium del Comitato centrale del 26 giugno 1946 stabilì l'estensione a 16 del numero dei nastri presenti nello stemma, con l'inclusione del motto nazionale nelle lingue estone, lettone, lituana. Vennero inoltre aggiunte le trascrizioni in lingua moldava e finlandese, per rappresentare la RSS Moldava e la RSS Carelo-Finlandese, anch'esse create nel 1940.
Nel 1956 la scritta in finlandese fu rimossa dopo che la RSS Carelo-Finlandese divenne una repubblica autonoma all'interno della RSFS Russa. Fu questa l'ultima versione dell'emblema, che restò immutato fino alla dissoluzione dell'Unione Sovietica nel 1991 e rimase transitoriamente in uso in Russia e in Kirghizistan fino al 1994.

### Trascrizione delle lingue nell'ultima versione dell'emblema (1956-1991)
| Sinistra                                          | Centro                                                                   | Destra                                       |
| ------------------------------------------------- | ------------------------------------------------------------------------ | -------------------------------------------- |
| Turkmeno: Әхли юртларың пролетарлары, бирлешиң!   |                                                                          | Estone: Kõigi maade proletaarlased, ühinege! |
| Tagico: Пролетарҳои ҳамаи мамлакатҳо, як шавед!   | Armeno: Պրոլետարներ բոլոր երկրների, միացե'ք!                             |                                              |
| Lettone: Visu zemju proletārieši, savienojieties! | Kirghiso: Бардык өлкөлордүн пролетарлары, бириккиле!                     |                                              |
| Lituano: Visų šalių proletarai, vienykitės!       | Rumeno (grafia cirillica moldava): Пролетарь дин тоате цэриле, уници-вэ! |                                              |
| Georgiano: პროლეტარებო ყველა ქვეყნისა, შეერთდით!  | Azero: Бүтүн өлкәләрин пролетарлары, бирләшин!                           |                                              |
| Uzbeco: Бутун дунё пролетарлари, бирлашингиз!     | Kazako: Барлық елдердің пролетарлары, бірігіңдер!                        |                                              |
| Ucraino: Пролетарі всіх країн, єднайтеся!         | Bielorusso: Пралетарыі ўсіх краін, яднайцеся!                            |                                              |
|                                                   | Russo: Пролетарии всех стран, соединяйтесь!                              |                                              |

## Influenza
L'emblema dell'Unione Sovietica ha ispirato con la sua simbologia araldica, volutamente distante dalla precedente tradizione araldica europea, numerosi altri stemmi ed emblemi nazionali di paesi comunisti e socialisti. Oltre agli emblemi delle singole repubbliche costitutive dell'URSS e a quelli delle Repubbliche dell'ex Jugoslavia, l'accostamento di elementi quali il sole nascente, le spighe di grano e il nastro rosso si può ritrovare, fra gli altri, nello stemma della Repubblica Popolare Cinese, in quelli di alcuni stati africani (Angola, Mozambico) asiatici (Corea del Nord, Vietnam) ed europei (Bielorussia, Macedonia del Nord, Transnistria).
Come altri simboli di matrice comunista e sovietica, l'emblema nazionale dell'URSS è soggetto al divieto di esposizione in alcuni paesi, fra cui la Georgia, la Lettonia, la Lituania e l'Ucraina. Nel 2011, la Corte di giustizia dell'Unione europea ha inotre vietato l'uso dell'emblema sovietico come marchio commerciale.

## Galleria d'immagini

(1923–1936)
(1936–1946)
(1946–1956)
(1956–1991)
Stemma applicato su materiale stampato

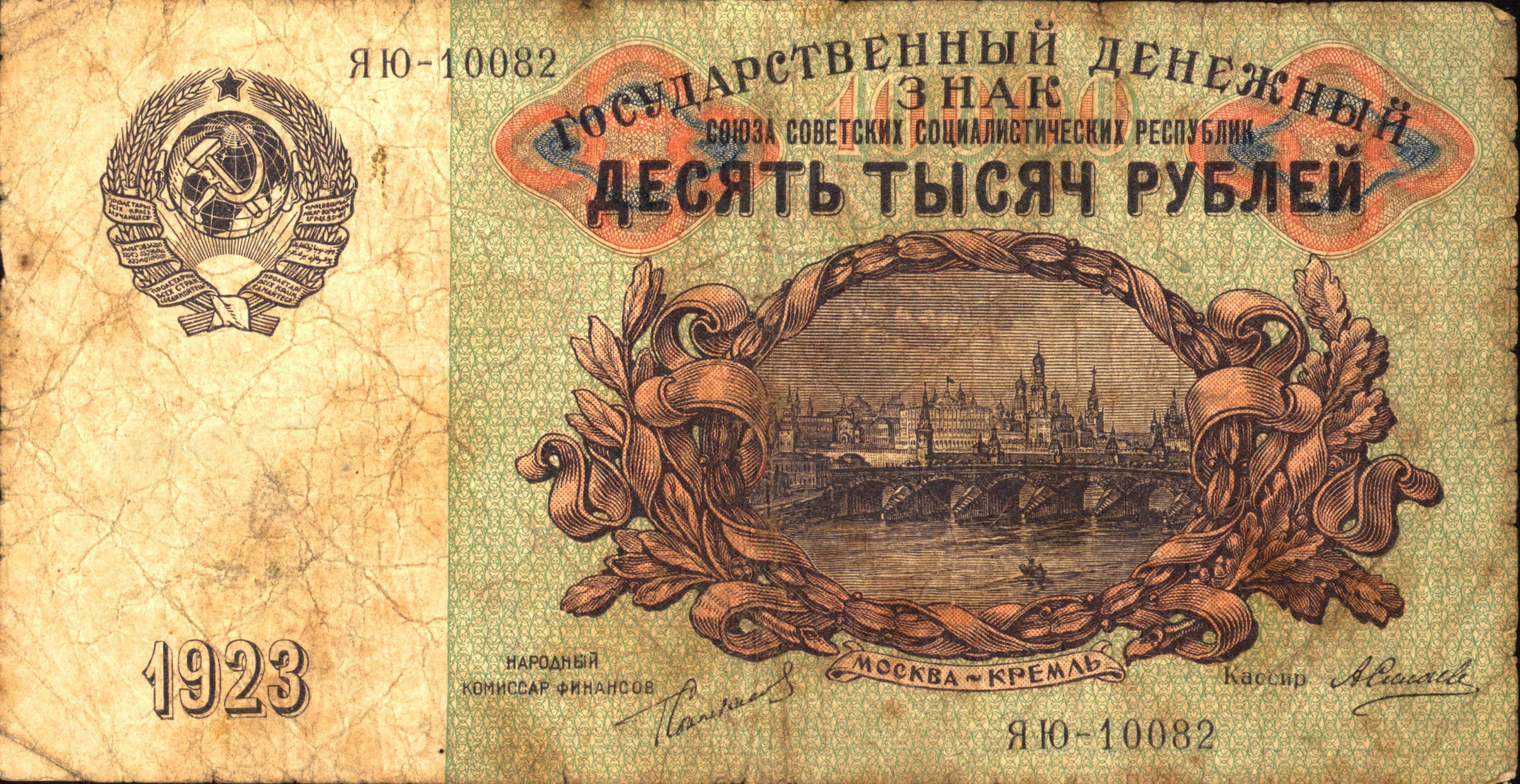
L'emblema raffigurato su una banconota da 10.000 Rubli del 1923
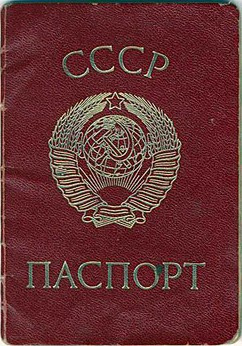
Emblema su un passaporto sovietico
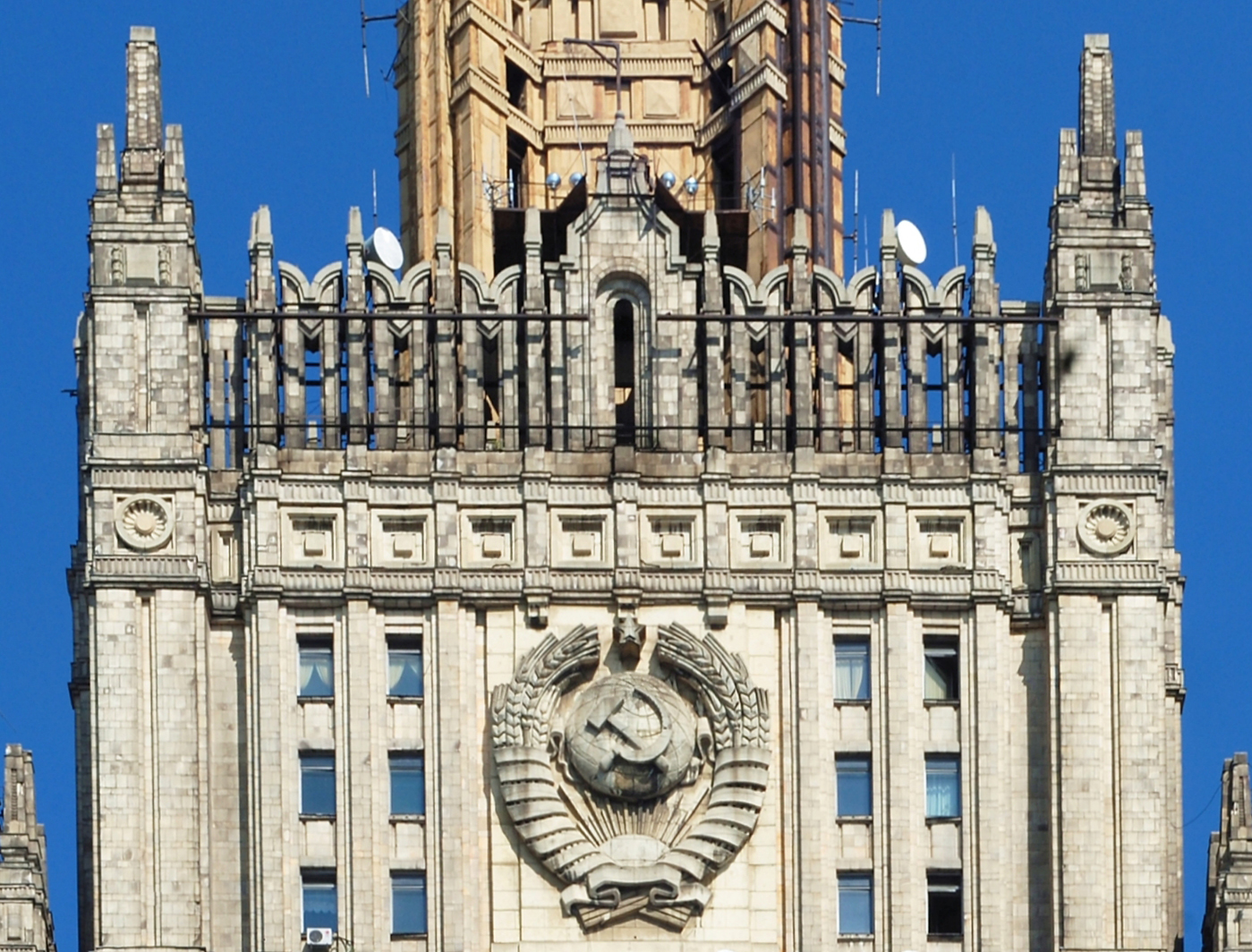
Emblema sovietico sull'edificio del Ministero degli Affari Esteri della Federazione Russa.
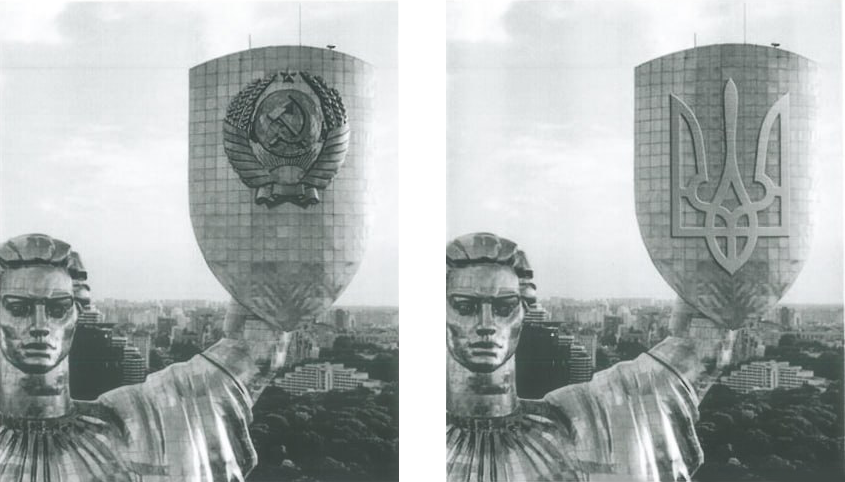
Emblema dell'URSS sul monumento alla Patria a Kiev (1981-2023), sostituito dal tryzub ucraino[36].
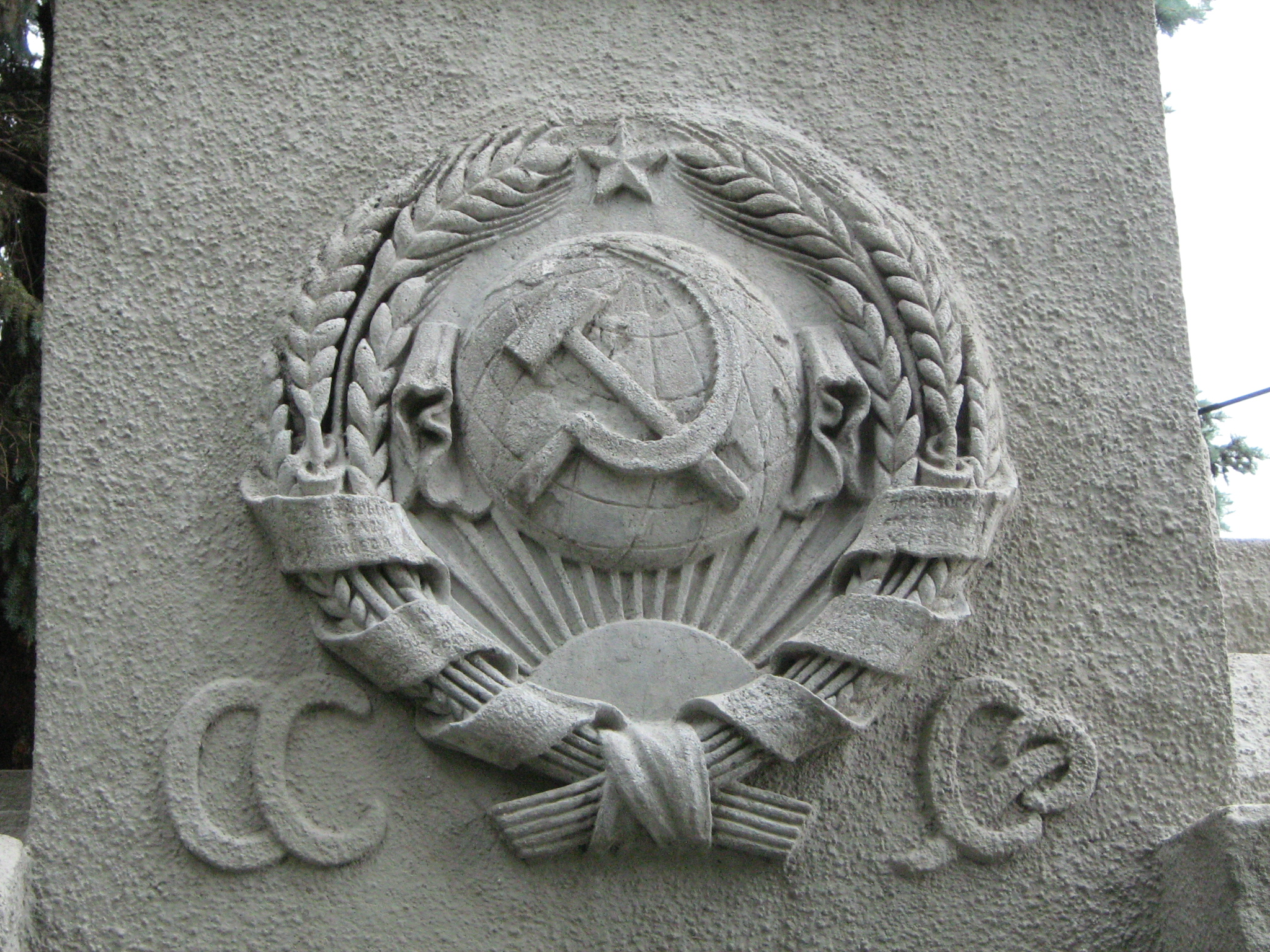
Emblema scolpito sul monumento a Lenin a Sormovo (Russia)
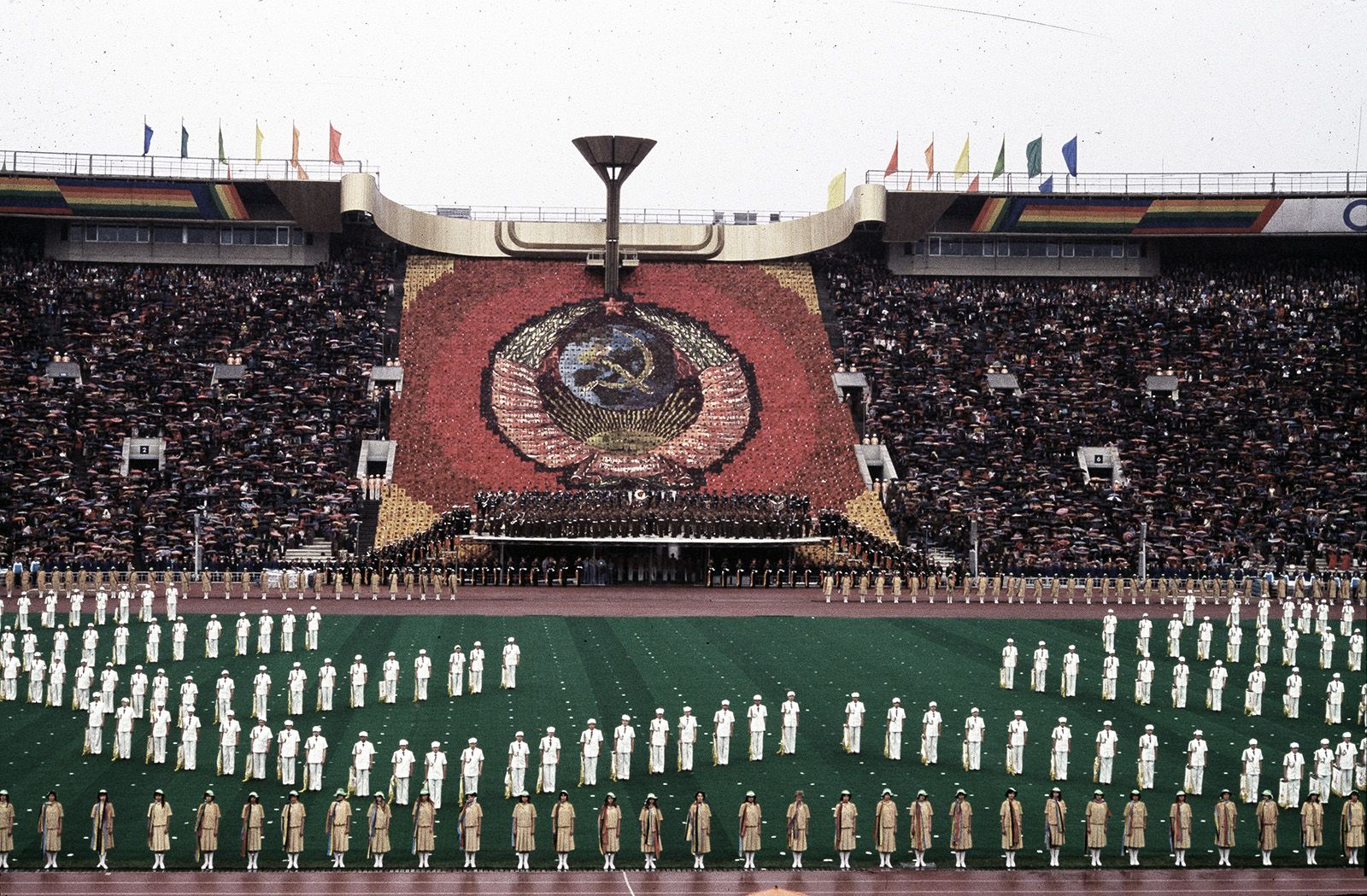
L'emblema sovietico raffigurato nella cerimonia di apertura delle Olimpiadi del 1980
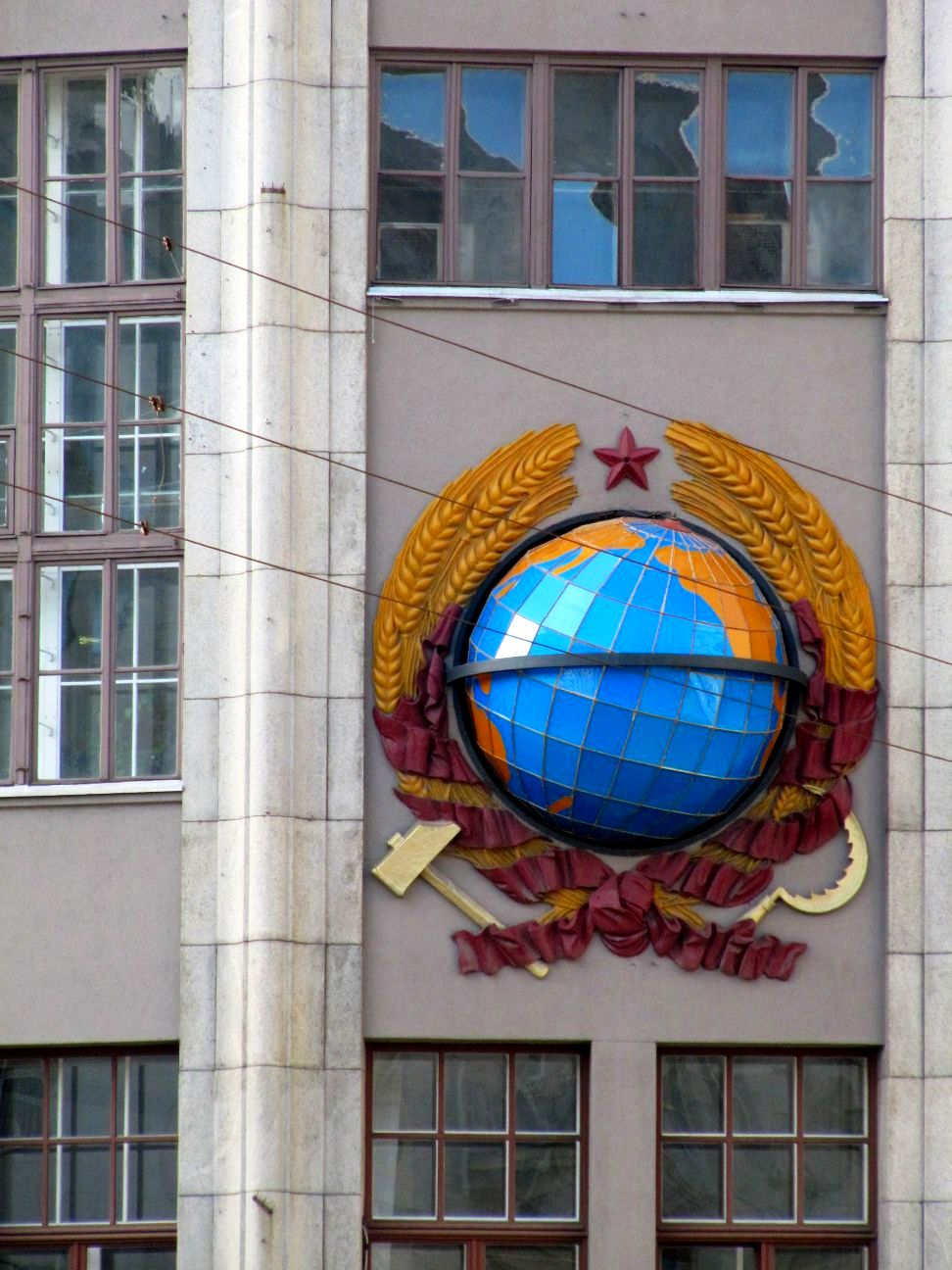
Una delle versioni preparatorie dell'emblema sulla Sede Centrale del Telegrafo di Mosca